# Ministerialdirektor
Ministerialdirektor (MD, MDir, MinDir) ist in Deutschland die Amtsbezeichnung eines Beamten mit herausgehobener Dienststellung. Das Amt des Ministerialdirektors existiert aktuell im Bund, im Freistaat Bayern, in Baden-Württemberg und Rheinland-Pfalz sowie formal im Land Berlin.

## Im Bundesdienst
In der Bundesverwaltung bekleidet er nach dem beamteten Staatssekretär das zweithöchste Amt. Ministerialdirektoren dienen bei obersten Behörden des Bundes (Bundesministerien, Bundestags- und Bundesratsverwaltung, Bundespräsidialamt, Bundeskanzleramt, Bundespresseamt u. a.).

### Dienststellung innerhalb einer Behörde
Meistens haben sie die Funktion eines Abteilungsleiters in der Ministerialhierarchie inne und sind Vertreter des ihnen vorgesetzten beamteten Staatssekretärs.
Unter dem Ministerialdirektor steht in der Regel ein Ministerialdirigent (MDg, MDgt, MDirig, MinDirig) oder ein vergleichbarer Angestellter als Leiter einer Unterabteilung. In Einzelfällen untersteht dem Ministerialdirektor ein Ministerialrat. Zum Beispiel unterstehen im Bundespräsidialamt den Ministerialdirektoren bzw. Abteilungsleitern direkt die Ministerialräte (MR, MinR) bzw. Referatsleiter, da keine Unterabteilungen gebildet wurden.

### Besoldung
Sie sind beim Bund in der Regel in die Besoldungsgruppe B 9 der Bundesbesoldungsordnung B des Bundesbesoldungsgesetzes eingruppiert. Als politische Beamte können sie jederzeit in den einstweiligen Ruhestand versetzt werden.

## Im Landesdienst
Auf der Ebene der Länder gibt es Ministerialdirektoren nur in Baden-Württemberg, Bayern, Rheinland-Pfalz sowie formal in Berlin.

### Baden-Württemberg
Im Land Baden-Württemberg ist der Ministerialdirektor in der Regel der ranghöchste Beamte seines Ministeriums, der in anderen Ländern regelmäßig die Amtsbezeichnung Staatssekretär führt. Der Ministerialdirektor ist Leiter der Verwaltung (Amtschef) sowie allgemeiner und ständiger Vertreter seines Ministers. Er ist die Schnittstelle zwischen Verwaltung und der politischen Ebene, die vom Minister und dem Staatssekretär vertreten wird, wobei es auch unter bestimmten Voraussetzungen beamtete Staatssekretäre in Baden-Württemberg gibt. 
Auch der Landtagsdirektor und der Beauftragte der Landesregierung für Informationstechnologie (CIO) sind in Baden-Württemberg zu  Ministerialdirektoren ernannt.

### Bayern
Im Freistaat Bayern ist der Ministerialdirektor der ranghöchste Beamte seines Ministeriums, der in anderen Ländern regelmäßig die Amtsbezeichnung Staatssekretär führt. Der Ministerialdirektor kann der Amtschef des Ministeriums und damit allgemeiner und ständiger Vertreter seines Ministers sein. Daneben kann es pro Ministerium einen weiteren Ministerialdirektor geben, dem mindestens die fachliche Teilamtsleitung über mehrere Abteilungen übertragen ist. Auch die Funktion eines Bevollmächtigten des Freistaates Bayern beim Bund kann mit der Ernennung zum Ministerialdirektor verbunden sein.
Ministerialdirektoren sind in Bayern, anders als im Bund und in allen anderen Ländern, keine politischen Beamten.
Die Bezeichnung Staatssekretär trägt in Bayern ein Mitglied der Bayerischen Staatsregierung (neben den Staatsministern und dem Ministerpräsidenten).

### Berlin
Im Land Berlin besitzt nur der Generalsekretär der Kultusministerkonferenz das Amt eines Ministerialdirektors. Ihm untersteht das Sekretariat der Kultusministerkonferenz, das rechtlich gesehen eine Behörde des Landes Berlin ist.

### Rheinland-Pfalz
In Rheinland-Pfalz gibt es Ministerialdirektoren nur als ständige Vertreter folgender Positionen:
- des Chefs der Staatskanzlei (Staatssekretärsrang)
- des/der Bevollmächtigten beim Bund und für Europa und Medien (Staatssekretärsrang).

In seltenen Fällen sind Ministerialdirektoren direkt dem Minister unterstellte Beamte mit besonderem Aufgabenbereich.

## Geschichte
Amt und Titel des Ministerialdirektors reichen zurück auf die Wirklichen Geheimen Räte der altpreußischen Ära, vor 1806. Die Verordnung wegen der den Civil-Beamten beizulegenden Amts-Titel und der Rang-Ordnung der verschiedenen Klassen derselben vom 7. Februar 1817 schuf den Titel Wirklicher Geheimer Oberrath und Direktor für die Chefs und Direktoren einzelner Abtheilungen innerhalb eines Ministeriums; diese waren nun als Räthe I. Klasse eingestuft.
Während des Deutschen Kaiserreichs gab es Ministerialdirektoren sowohl auf Reichs- als auch auf Landesebene. Als Räte erster Klasse standen sie gemäß dem Hof-Rang-Reglement vom 7. Mai 1871, das sich wie alle übrigen preußischen Hofrangreglements entlang der militärischen Rangfolge ausrichtete, mit dem Generalmajor gleichauf. Die wirklichen Geheimen Räthe mit Excellenz-Prädikat entsprachen hingegen den Generalleutnanten. Über diesen standen wiederum die preußischen Staatsminister (Generale), dann der Vice-Präsident des Staats-Ministeriums und schließlich der preußische Minister-Präsident (vor dem General-Feldmarschall). Unmittelbar nachgeordnet waren die, als Räte zweiter oder dritter Klasse eingestuften, Geheimen Oberräte (Oberst) bzw. Geheimen Räte (Oberstleutnant); aus diesen Vortragenden Räthen gingen die heutigen Ministerialräte hervor. Auf Reichsebene unterstand die Ministerialdirektoren hingegen unmittelbar den Unterstaatssekretären ihrer Ministerien.
Gemäß der Reichsbesoldungsordnung von 1927 bezogen Ministerialdirektoren bis 1945 die Besoldungsgruppe B 5. Im selben Jahr schob sich das neue Amt des Ministerialdirigenten zwischen den Ministerialrat und den Ministerialdirektor.
Nach 1945 existierte das Amt z. B. auch in Bundesländern wie Hessen, Nordrhein-Westfalen, Sachsen und Thüringen.